# Nuage moléculaire géant
En astronomie, une nuage moléculaire géant est un amas de gaz d'une masse de l'ordre de 104 à 106 masses solaires.

## Particularités
De tels « nuages » peuvent s'étendre sur plusieurs dizaines de parsecs et ont une densité moyenne de 102–103 particules par centimètre cube. Par comparaison, dans la zone autour du Soleil, cette densité est d'une particule par centimètre cube. Ces nuages présentent une structure complexe, faite de filaments, de nappes, de bulles et de zones irrégulières.
Les zones les plus denses sont appelées « cœurs moléculaires ». Les plus denses de ceux-ci atteignent une densité de 104–106 particule par centimètre cube. Les observations ont révélé des traces de monoxyde de carbone et d'ammonium. La concentration de poussières dans les cœurs est normalement suffisante pour absorber la lumière des étoiles en arrière-plan, ce qui fait apparaître le nuage sombre sur un fond lumineux : on parle de nébuleuse obscure.
Certains nuages géants sont si larges que l'un d'entre eux peut couvrir une partie d'une constellation, comme la nébuleuse d'Orion par exemple. La plupart de ces nuages se trouve sur la ceinture de Gould.
La zone regroupant le plus de tels nuages dans la Galaxie, le complexe Sagittarius B2, forme un anneau autour du centre galactique, d'un rayon d'environ 120 pc (∼391 al). C'est une région chimiquement riche et utilisée comme exemple dans la recherche de molécules dans le milieu interstellaire.